# الکس و اما
الکس و اما (انگلیسی: Alex & Emma) فیلمی در ژانر کمدی رمانتیک و رمانتیک به کارگردانی راب رینر است که در سال ۲۰۰۳ منتشر شد.

## بازیگران
- لوک ویلسون
- کیت هادسون
- سوفی مارسو
- دیوید پیمر
- راب رینر
- کلوریس لیچمن
- ریپ تیلور